# Drentse Kruistocht
De Drentse Kruistocht (ook wel Fries-Drentse Oorlog) van 1228 tot 1232 was een aanval op Drenthe, uitgevoerd door een Fries leger onder leiding van de Utrechtse bisschop Wilbrand van Oldenburg.

## Geschiedenis
Drenthe behoorde sinds 1024 tot het Sticht Utrecht, het wereldlijk gebied van de Utrechtse bisschop. De Drenten, geleid door de burggraaf van Coevorden, kwamen echter in 1220 in opstand tegen het bisschoppelijke gezag. Op 28 juli 1227 sneuvelde bisschop Otto II met vele ridders tijdens de Slag bij Ane in Overijssel, in een poging de Drenten tot de orde te roepen. De opvolger van Otto II, Wilbrand van Oldenburg, riep de Friezen op hem te steunen tegen de opstandige Drenten.
In 1231 leidde deze situatie tot oorlog. De kroniekschrijver van de Quedam Narracio (Vertelling over Groningen, Drenthe en Coevorden) legde er de nadruk op dat de Friezen in het geheel niet verplicht waren tot deze militaire hulp. "Zij zijn immers vrije mensen en ontslagen van harde heerschappij". Zij deden dan ook mee uit zuiver en vroom meegevoel "en ook om de aflaat".
De belangstelling voor deze oorlog was zo groot dat het leger in tweeën gedeeld moest worden. De strijders uit Stavoren, Westergo, het Nijland (ingepolderde Middelzee), Bornego en uit Smallingerland kwamen bij Bakkeveen samen. De anderen, tussen Leeuwarden en de Lauwers woonachtig, trokken langs de Marne Groningen binnen en werden door de bisschop persoonlijk aangevoerd.
De oorlog was geen succes voor de Friezen. Integendeel, de Friezen verloren de slag door verraad en er sneuvelden vijftig man, terwijl een groot aantal anderen door de Drenten in de boeien werd geslagen. Voor het zielenheil van de gesneuvelde Friezen werd in 1233 het klooster Mariënberg in het huidige Zwartewatersklooster gesticht.
Een jaar later lukte het Wilbrand van Oldenburg alsnog de Drenten bij Peize te verslaan.